# Titanes de la Ciudad de México
Los Titanes de la Ciudad de México fueron un equipo mexicano de fútbol americano con sede en la Ciudad de México. Competían en la liga Fútbol Americano de México (FAM) y jugaban sus partidos como local en el Deportivo Plan Sexenal.

## Historia
Los Titanes de la Ciudad de México fueron creados en 2018 y fueron uno de los cinco equipos fundadores de la liga Fútbol Americano de México (FAM), una liga de fútbol americano en México iniciada como alternativa a la Liga de Fútbol Americano Profesional de México.

### Temporada 2019
Para la temporada 2019, el personal estuvo integrado por Víctor Saspe, entrenador en jefe, Vicente Álvarez, coordinador ofensivo, y Roberto Cervantes, coordinador defensivo.
Los Titanes debutaron en la FAM ante los Pioneros de Querétaro, con victoria por marcador de 11–9.
A finales del 2019 fue consumada la desaparición del equipo, dejando a la FAM con 6 miembros: 3 de los otros 4 de la temporada anterior (excluyendo a Pioneros, que emigró a la LFA) y 3 equipos nuevos.

## Estadio
Los Titanes jugaban sus partidos como local en el Deportivo Plan Sexenal, localizado en la alcaldía Miguel Hidalgo, que actualmente cuenta con una capacidad de 2,275 espectadores, y que se planeaba aumentar para 2020.